# Ingeniería de manufactura

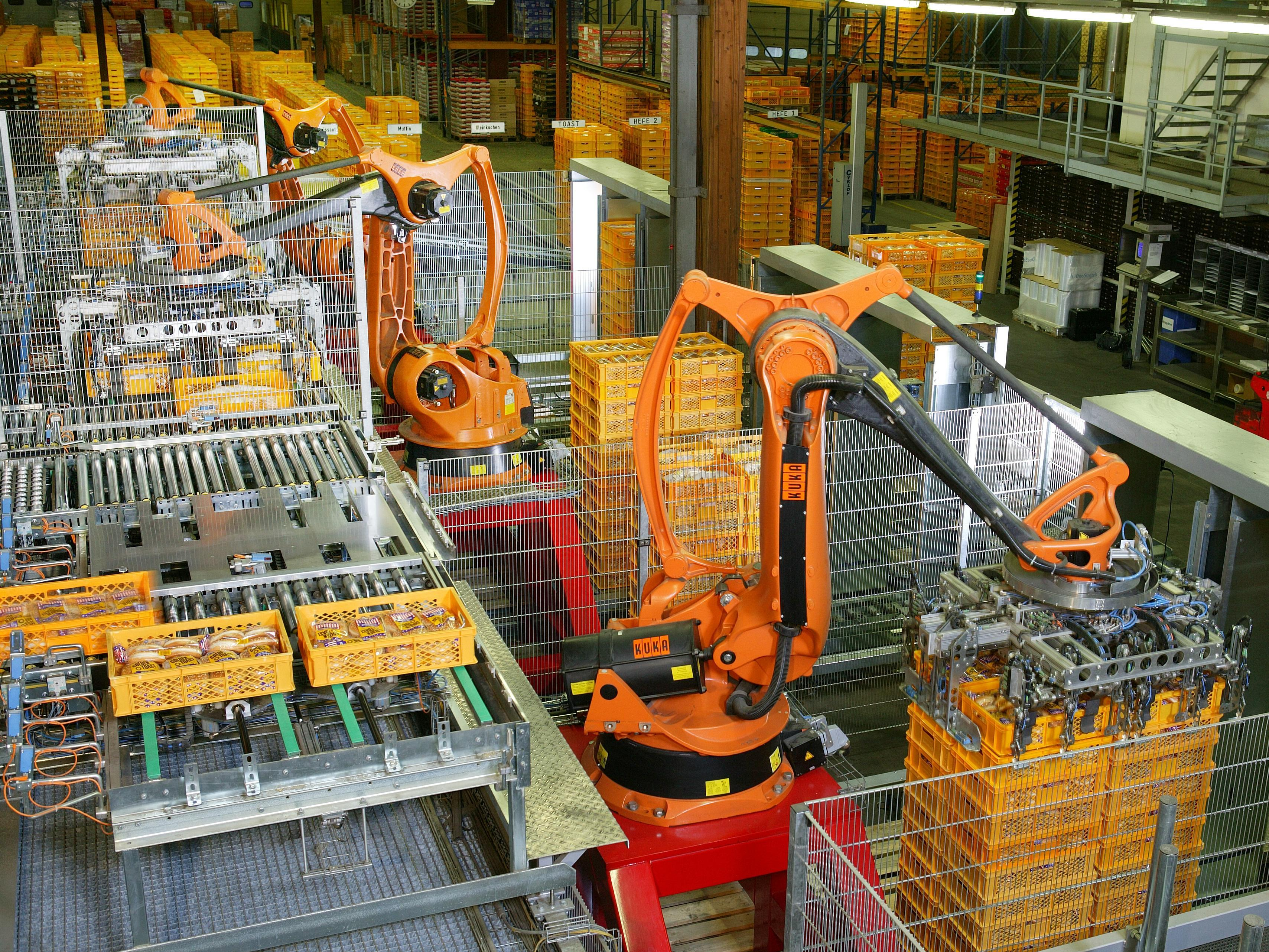
Robots industriales utilizados en la producción de panes.

La ingeniería de manufactura es una rama de la ingeniería que incluye la investigación, diseño y desarrollo de sistemas, procesos, máquinas, herramientas y equipos. El enfoque principal del ingeniero de manufactura es convertir la materia prima en un producto nuevo o actualizado de la forma más económica, eficiente y eficaz posible.
Este campo también se ocupa de la integración de las diferentes instalaciones y sistemas para la producción de productos de calidad, mediante la aplicación de los principios de la física y de resultados en los sistemas de fabricación tales como producción en cadena, sistema putting-out, sistema estadounidense de manufactura, manufactura integrada por computador, tecnologías asistidas por computadora, método justo a tiempo, impresión 3D, lean manufacturing, entre otros.